# Pręgowiec
Pręgowiec (Tamias) – rodzaj ssaków z podrodziny afrowiórek (Xerinae) w obrębie rodziny wiewiórkowatych (Sciuridae). 

## Zasięg występowania
Rodzaj obejmuje jeden żyjący współcześnie gatunek występujący w Ameryce Północnej.

## Morfologia
Długość ciała (bez ogona) 145,9–150 mm, długość ogona 87,7–93,2 mm; masa ciała 93,9–101 g. 

## Systematyka
Rodzaj zdefiniował w 1811 roku niemiecki zoolog Johann Karl Wilhelm Illiger w książce swojego autorstwa o tytule Prodromus systematis mammalium et avium. Na gatunek typowy Illiger wyznaczył (oznaczenie monotypowe) pręgowca amerykańskiego (T. striatus). 

### Etymologia
Tamias (Tamia): gr. ταμιας ‘zarządca, szafarz, gospodarz’ (w aluzji do zwyczaju gromadzenia jedzenia przez pręgowce).

### Podział systematyczny
Dawniej rodzaj obejmował gatunki z rodzajów Neotamias oraz Eutamias, jednak wysoka rozbieżność genetyczna między każdym z trzech kladów potwierdza ich uznanie za odrębne rodzaje. Do rodzaju Tamias zaliczany jest jeden występujący współcześnie gatunek:
- Tamias striatus (Linnaeus, 1758) – pręgowiec amerykański

Opisano również gatunki wymarłe:
- Tamias allobrogensis Mein & Ginsburg, 2002[11] (Europa; miocen)
- Tamias aristus Ray, 1965[12] (Ameryka Północna; plejstocen)
- Tamias ertemtensis (Qiu Zhuding, 1991)[13] (Azja; miocen)
- Tamias eviensis De Bruijn, Van der Meulen & Katsikatsos, 1980[14] (Europa; miocen)
- Tamias gilaharee Patnaik, N.P. Singh, Sharma, N.A. Singh, Choudhary, Y.P. Singh, Kumar, Wazir & Sahni, 2022[15] (Azja; miocen)
- Tamias lishanensis (Qiu Zhuding, Zheng Shaohua & Zhang Zhaoqun, 2008)[16] (Azja; miocen)
- Tamias minutus (Lartet, 1851)[17] (Europa; miocen)
- Tamias orlovi (Sulimski, 1964)[18] (Europa; pliocen)
- Tamias urialis (Munthe, 1980)[19] (Azja; miocen)
- Tamias wimani Yang Zhongjian, 1927[20] (Azja; plejstocen)